# 揚斯敦 (伊利諾伊州)
揚斯敦（英語：Youngstown）是位於美國伊利諾伊州沃倫縣的一個非建制地區。該地的面積和人口皆未知。

## 地理
揚斯敦的座標為40°39′38″N 90°37′02″W / 40.66056°N 90.61722°W，而該地的平均海拔高度為231米（即758英尺）。